# Iglesia del Socorro (Ronda)
La Iglesia del Socorro de Ronda, situada en la plaza del mismo nombre, es una iglesia nueva ya que la anterior fue completamente destruida e incendiada en 1936.

## Historia de la antigua iglesia
No se poseen datos concretos sobre su fundación, se afirma que se levantó la primitiva ermita en el lugar donde estuvo el Real Maestre de Calatrava en la conquista de la ciudad, luego lazareto y por último hospital de pobres y peregrinos, que recibió el nombre del Socorro. El hospital fue consagrado el 2 de noviembre de 1557 por el obispo de Málaga, don Francisco de Pacheco de Córdoba.
A principios del siglo XVIII la ermita fue demolida y se construyó una nueva iglesia de mayores dimensiones. Construcción que llevó a cabo don F. Gil Ginete, quien reunió limosna y donativos para la obra. El nuevo templo se empezó en 1706 y tres años después se abrió al culto. 
En el siglo XIX el ayuntamiento solicita un aumento de parroquias en el mercadillo ante el crecimiento de la población por esa zona. Entre ellas pide que se erija como parroquia independiente la iglesia del Socorro. En 1833 el Papa Alejandro III la erige en Parroquia. A mediados de siglo el vicario de Ronda quiso trasladar la parroquia del Socorro al extinguido convento de la Merced.
El edificio del siglo XVIII había sufrido una restauración antes del incendio. La iglesia se disponía paralelamente a la plaza, es decir, en sentido contrario a la actual iglesia. Tenía una sola nave cubierta con una bóveda de cañón con lunetos y fajones que la dividían en tres tramos. 
La fachada tenía una portada de piedra tallada con unas cabezas de ángeles y una hornacina con la figura del Niño Jesús, obra del escultor malagueño Martín Higuero, quien se encargó de la última restauración. Tenía una torre a los pies, de ladrillo rojo con adornos de cerámica y un esbelto campanario.

## El nuevo edificio
Durante la guerra civil fue incendiada y completamente demolida, desapareciendo un riquísimo patrimonio escultórico y pictórico. El edificio actual es de nueva planta en su totalidad y no se aprovechó nada del antiguo. Las memorias del proyecto las realizó el arquitecto malagueño Enrique Atencia en 1950 y 1956.
La planta de la nueva iglesia es cuadrada con tres naves y cubierta con cinco cúpulas, una en el crucero y cuatro en los ángulos del cuadrado. Alrededor se abren varias capillas. Todas las cubiertas están decoradas con yeserías de tipo barroco. La fachada está flanqueada por dos torres cuadrangulares, con el cuerpo de campanas más reducido que la base, y coronadas por chapiteles de azulejos. La portada es de piedra con arco de medio punto entre pilastras pareadas que sostienen un frontón partido. Arriba una hornacina con el Niño Jesús antes mencionado. Se remata con un frontón curvo de líneas quebradas sostenido por grandes mésulas. En el tímpano aparece el escudo imperial de gran tamaño entre cartelas.